# Miriam Chaszczewacki
Miriam Chaszczewacki ou Miriam Chaszczewacka (1924-1942) est une jeune fille juive morte à 18 ans, victime de la Shoah, qui en 1939 commença à rédiger un journal intime sur sa vie dans le ghetto de Radomsko, journal qui se termine peu avant sa mort en 1942.

## Découverte et publication du journal
L'enseignante de Miriam, Stefania Heilbrunn, retourne à Radomsko, en Pologne, après la Seconde Guerre mondiale. Alors qu'elle visite le cimetière de la ville, elle rencontre une Polonaise qui lui remet une enveloppe scellée en disant : « Mon fils m'a demandé de vous la donner. Je ne sais rien.  » et s'en va. Dans l'enveloppe, Stefania Heilbrunn trouve un cahier avec une écriture qu'elle reconnaît comme celle de son ancienne élève, Miriam Chaszczewacki. Stefania Heilbrunn emporte le cahier en Israël et publie son contenu.
À l'origine, le journal est rédigé en polonais. Des parties du journal ont été publiées en hébreu, yiddish, polonais, anglais et allemand. Le cahier original a été remis à Yad Vashem.

## Biographie
La mère de Miriam, Sarah Lavit Zelber, née dans une famille hassidique, est une enseignante de maternelle et une personnalité publique. Le père de Miriam, David est né en Ukraine. Il ouvre une école juive à Radomsko où il enseigne l'hébreu. Cette école est ensuite active dans le ghetto. Le frère de Miriam, Nahum, naît en 1929. Miriam est lycéenne et membre d'un mouvement de jeunesse sioniste quand la guerre éclate. Elle est décrite comme une fille douce, sensible, intelligente et talentueuse qui étudie l'hébreu dans l'école de son père. Dans un autre témoignage, elle est décrite comme une adolescente timide, romantique et rêveuse.
Le père et le frère de Miriam sont assassinés dans le ghetto par les Allemands. Le père, David, est tué pour avoir refusé de monter à bord d'un train de déportation. Le frère, Nahum, est enterré dans une fosse commune du cimetière juif.

## Composition du journal
Le journal commence par un chapitre introductif qui décrit les événements entre l'été 1939 et l'occupation de Radomsko par les Allemands en septembre 1939. La deuxième partie du journal se compose de 27 parties, datées à partir du 21 avril 1941, décrivant les événements de la guerre et de la vie du ghetto avec le récit typique des émotions d'une adolescente.

## Mort
La dernière entrée dans le journal avec l'écriture de Miriam remonte au 7 octobre 1942, alors que Miriam a 18 ans. Entre le 9 et le 12 octobre 1942, environ 14 000 habitants du ghetto ont été envoyés au centre d'extermination de Treblinka.

Dans la dernière page du cahier apparaît une entrée dans une écriture différente, adulte, peut-être celle d'un policier polonais, fils de la femme qui a remis le cahier à Stefania Heilbrunn :

« Le soir du 24 octobre 1942, elle se rendit, avec sa mère, à un policier polonais de service dans la rue Limanewskeigo. Elles ont demandé à être emmenés au Judenrat, car elles se cachent depuis une semaine dans les toilettes et en ont assez de tout. Au cours des 3 derniers jours, elles ont mangé du gruau cru. Elles ont été emmenés au commissariat de police et sont parties le lendemain par un transport en camion à Częstochowa »

Dans l'une des dernières entrées du journal, environ un mois avant sa mort, Miriam écrit:

« Cela peut sembler idiot, mais à deux pas de la mort, je m'inquiète toujours pour mon journal. Je ne voudrais pas qu'il rencontre une fin misérable dans un four ou sur un tas d'ordures. J'aimerais que quelqu'un puisse le trouver — même s'il s'agit d'un Allemand — et le lise. Je souhaite que ces gribouillis, bien qu'ils enregistrent à peine une fraction des cruautés, servent un jour de document fidèle et fidèle de notre époque. »